# Le Cycliste (revue)
Pour l’article homonyme, voir Le Cycliste.
Le Cycliste est une ancienne revue française sur le vélo, créée en 1886 à Saint-Étienne par Paul de Vivie, dit Vélocio, et qui a disparu en 1973. 

## Historique
Paul de Vivie dit Vélocio (1853-1930) était un industriel installé à Saint-Étienne, initialement dans la soierie puis qui y avait lancé une manufacture de cycles. Il était aussi une figure emblématique du cyclotourisme qu'il contribua a lancer en France. Il créa la revue Le Cycliste Forézien en 1886, qui fut retitré dès l'année suivante Le Cycliste. Cette revue est lancée au moment de l'essor du vélo en France, tant le vélo utilitaire que le vélo de tourisme. Le Cycliste est parfois présenté comme la première revue à paraitre en France dédié au vélo mais Le Vélocipède, devenue rapidement Le Vélocipède illustré, a commencé à paraitre à Grenoble en 1868. Il arrivait aussi que la revue parle ponctuellement d'autres sports. Elle publia ainsi le premier article sur le ski en France en 1892, écrit par un des chroniqueurs du Cycliste, professeur de sciences naturelles et qui a introduit ce sport dans le Forez,  
De Vivie lance sa revue comme support à ses nouvelles activités dans le vélo et s'en sert pour promouvoir le cyclisme utilitaire et touristique. À ses débuts, la revue a une influence locale, pour développer la production et le commerce du vélo dans la région de Saint-Étienne. A travers sa revue, Vélocio poussera à la création du Touring-Club de France, créé sur le modèle britannique du Cyclists' Touring Club (en).
Dès 1890, une chroniqueuse, Jeanne C. encourage régulièrement la pratique du vélo par les femmes, à l'encontre de préjugés de l'époque.